# Josandreva pusilla
Josandreva pusilla är en insektsart som först beskrevs av E. O. Taschenberg 1883.  Josandreva pusilla ingår i släktet Josandreva och familjen Nemopteridae. Inga underarter finns listade i Catalogue of Life.